# Mary Jane's Mishap
Mary Jane's Mishap er en britisk stumfilm fra 1903 af George Albert Smith.